# Irwinton
Irwinton es un pueblo ubicado en el condado de Wilkinson en el estado estadounidense de Georgia. En el censo de 2000, su población era de 583.

## Demografía
En el 2000 la renta per cápita promedia del hogar era de $28,513, y el ingreso promedio para una familia era de $32,188. El ingreso per cápita para la localidad era de $13,782. Los hombres tenían un ingreso per cápita de $29,444 contra $21,154 para las mujeres.

## Geografía
Irwinton se encuentra ubicado en las coordenadas 32°48′43″N 83°10′36″O / 32.81194, -83.17667 (32.812075, -83.176800).
Según la Oficina del Censo, la localidad tiene un área total de 8,2 km² (3,2 mi²), de la cual 8,2 km² (3,2 mi²) es tierra y 0 km² (0 mi²) (0.00%) es agua.